# Рей Музика
Реймонд Александър Музика (на английски: Raymond Alexander Muzyka), известен като Рей Музика (Ray Muzyka), е канадски бизнесмен, съосновател и главен изпълнителен директор на компанията за игри BioWare, както и главен вицепрезидент на Electronic Arts.
През 1995 г. д-р Рей Музика и д-р Грег Зешчук основават BioWare, след като получават докторските си степени от Университета в Албърта (University of Alberta). Когато Electronic Arts (EA) купува BioWare, Музика става главен мениджър и вицепрезидент на EA, а впоследствие се издига до главен вицепрезидент на EA.
Музика и Зешчук са изпълнителни съпродуценти на игрите Shattered Steel, поредицата Baldur's Gate (PC), MDK2, MDK2: Armageddon, поредицата Neverwinter Nights, Star Wars: Knights of the Old Republic (Xbox and PC), Jade Empire, поредицата Mass Effect и поредицата Dragon Age.
Освен с участието си в разработването на проектите за игрите на компанията, Музика също управлява финансовите операции, човешките ресурси, маркетинга и правния отдел на BioWare. От 2001 до 2008 г. е член на управителния съвет на „Академията за интерактивни изкуства и наука“ (Academy of Interactive Arts & Sciences) и е директор и съпредседател на CodeBaby Corp. – софтуерна компания разработваща „следващо поколение интерфейс за цифрови медии и интернет“.
Рей Музика е запален покер играч и редовно участва в турнири от Световните покер серии (WSOP). През 2006 г. той е поканен на специален покер турнир, на който присъстват звезди от шоубизнеса и ръководители на компании разработващи видеоигри. Рей достига до финалната маса, на която побеждава Майк Морхайм от Blizzard Entertainment.
През 2010 г. спечелените от Рей Музика пари от покер турнирите възлизат на 56 945 $. През 2010 г. печели „2010 DICE tournament“ и става единственият човек, който е печелил „DICE tournament“ два пъти.

## BioWare игри
Списък на игри на BioWare, разработени под ръководството на Рей Музика
- Shattered Steel (PC и Mac, 1996)
- Baldur's Gate (PC и Mac, 1998)
  - Baldur's Gate: Tales of the Sword Coast (PC и Mac, 1999)
- MDK2 (Dreamcast и PC, 2000)
- Baldur's Gate II: Shadows of Amn (PC и Mac, 2000)
  - Baldur's Gate II: Throne of Bhaal (PC и Mac, 2001)
- MDK2: Armageddon (PS2, 2001)
- Neverwinter Nights (PC и Mac, 2002)
  - Neverwinter Nights: Shadows of Undrentide (PC и Mac, 2003)
  - Neverwinter Nights: Hordes of the Underdark (PC и Mac, 2003)
  - Neverwinter Nights: Kingmaker (PC и Mac, 2005)
- Star Wars: Knights of the Old Republic („KotOR“) (Xbox, PC и Mac, 2003)
- Jade Empire (Xbox, 2005/PC, 2006)
- Mass Effect (Xbox 360, 2007/PC, 2008)
- Sonic Chronicles: The Dark Brotherhood (2008)[6]
- Dragon Age: Origins (PC, Xbox 360, PlayStation 3 и Mac, 2009)[7]
- Mass Effect 2 (Xbox 360, PC, PlayStation 3)[8]
- Star Wars: The Old Republic (PC, в разработка 2011)[9]
- Dragon Age 2 (PC, Xbox 360, PlayStation 3, 2011)[7]
- Mass Effect 3 (PC, Xbox 360, в разработка 2012)[8]